# Varningsskylt
En varningsskylt är en skylt som varnar för en fara eller en möjlig konsekvens eller risk av en handling.

## Vägtrafik
Inom vägtrafiken används oftast triangelformade skyltar med röd bård och vit eller gul bakgrund (färg beror på land). På bakgrunden anges en symbol för vad skylten varnar för. Ibland kan en rektangulär tilläggstavla ange mer specifik information.

## Järnväg
Svenska varningsskyltar vid järnväg har svart botten med gul bård.

## Industri
Svenska varningsskyltar för industri har gul bakgrund med svart illustration.

## Varningsskyltar generellt

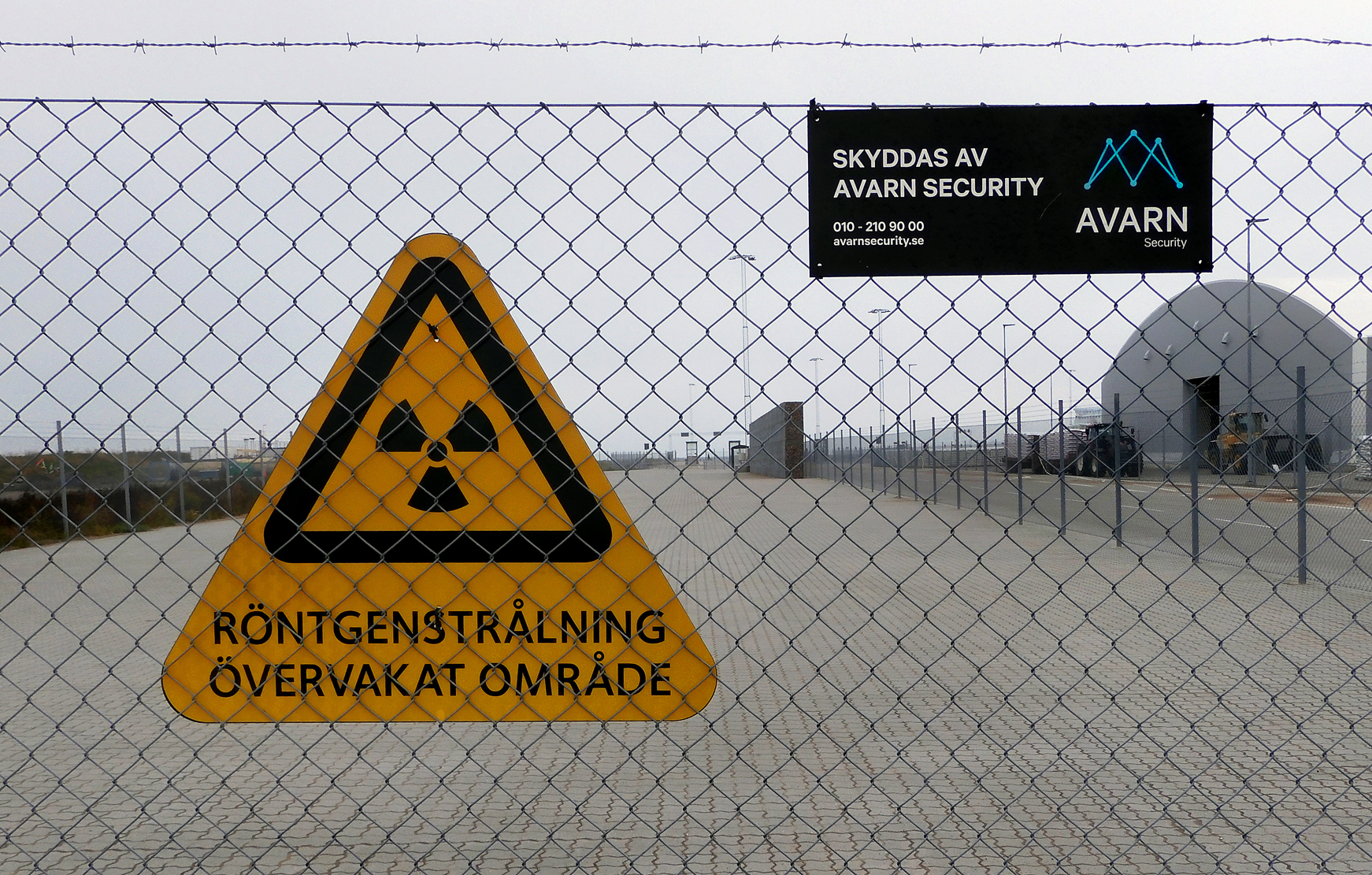
Skylt som varnar för röntgenstrålning.

Mer generellt kan varningsskyltar ha vilken form som helst, men kognitionsvetenskapen visar att triangelformade skyltar underlättar att den upptäckts.

## Skog och mark
En markägare eller arrendator har enligt allemansrättens hävd inte rätt att begränsa allmänhetens tillträde till dennes skog och mark, men har rätt att varna för följder av ett beträdande. Enligt Jordabalken är det endast varningsskyltar, och då endast sådana som varnar för en verklig fara, som får sättas upp vid en markgräns. Det är godkänt att sätta upp "Varning för tjuren!" eller "Varning! Elektriskt stängsel!" men inte "Varning! Den som beträder marken blir skjuten!" eller upplysningsskyltar av typen "Privat mark!" (undantaget om det rör sig om tomtmark eller odling där ju allemansrätten ändå inte gäller.)
Observera att det inte är säkert att en varningsskylt är en giltig friskrivning juridiskt sett, utan mer ska ses som en upplysning till den som beträder marken att man bör lita på sitt sunda förnuft till huruvida man ska fortsätta eller ej.